# 桜の木の下で
桜の木の下で（さくらのきのしたで）は、つじあやのの8枚目のシングル。2003年3月19日にビクターエンタテインメントからリリースされた。

## 概要
- 前作「雨音」から約2ヶ月ぶりにリリースされた、2003年のシングル第2弾。

## 収録曲
- 全作詞・作曲：つじあやの

1. 桜の木の下で
2. 君がいればいい
3. 桜の木の下で（Lumbini Rimix）
4. 桜の木の下で（Instrumental）